# Antonio da Fabriano
Antonio di Agostino di Ser Giovanni noto come Antonio da Fabriano (fl. 1451 - 1498) è stato un pittore italiano attivo nelle Marche nel XV secolo, tra i principali rappresentanti della scuola marchigiana tardogotica e rinascimentale.

## Biografia
Antonio nacque probabilmente a Fabriano nei primi decenni del Quattrocento. La sua formazione non è documentata, ma è verosimile un apprendistato nell'ambito della scuola tardogotica marchigiana con successivi contatti a Napoli con la cultura ispano-fiamminga come evidenziano le influenze di Tommaso de Vigilia.  
Nel 1447 il pittore è in Liguria, dove ha occasione di vedere la pittura lucida di Donato de' Bardi e le opere di Giusto di Ravensburg che inclineranno il suo stile verso la sottigliezza ottica e luminosa e la minuzia dei dettagli.
Nel prosieguo della sua carriera si avvicinò allo stile rinascimentale, ricevendo ispirazioni da Piero della Francesca, da Jacopo Bellini e dall'arte veneta.. 
Fu attivo prevalentemente tra Fabriano, Sassoferrato, Gualdo Tadino, Ancona e Genova. Partecipò anche alla vita politica locale: nel 1451 è documentato come membro del Consiglio di credenza a Fabriano. 
Oltre a vari scritti di carattere storiografico lasciò un celebre San Girolamo nel suo Studio (1451) e un Crocifisso firmato e datato 1452, opera di elevata qualità per la resa mimetica di molti dettagli. Suo anche un trittico rappresentante San Clemente. 
Nel 1489 è ricordato ancora in attività, ma da questa data in poi si perdono le sue tracce. 

## Stile
Lo stile di Antonio da Fabriano è caratterizzato da una fusione originale tra elementi gotici, nordici-fiamminghi, influenze napoletane, e innovazioni rinascimentali toscane. Le sue opere mostrano una predilezione per i dettagli minuziosi, l'uso dell'oro e della luce, una spiccata attenzione alla rappresentazione architettonica e all’introspezione psicologica dei soggetti. In alcune opere si osserva anche una fase finale di influenza veneziana.

## Il territorio marchigiano
Antonio da Fabriano è uno dei protagonisti dell'importante fioritura artistica che si sviluppa nelle Marche tra il 1420 e il 1430, tra i quali si ricordano il camerte Gerolamo di Giovanni, Giovanni Boccati e  Bartolomeo di Giovanni Corradini. Lo spazio di questa ribalta artistica è quella del  «triangolo geografico compreso tra i vertici di Fabriano, Camerino e San Severino».

## Opere

### Firmate o documentate
- San Girolamo nello studio (1451), Walters Art Museum, Baltimora Opera firmata, considerata il suo capolavoro. Influenzata dalla cultura umanistica, mostra un interno minuziosamente descritto, pieno di simboli legati allo studio e alla penitenza.
- Crocifisso (1452), Pinacoteca civica Bruno Molajoli, Fabriano Firmato e datato, presenta caratteristiche di passaggio tra il gotico e la nuova compostezza rinascimentale.
- Tabernacolo in pietra (firmato), Duomo di Fabriano Unica opera scultorea firmata. Sottolinea la versatilità dell'artista.
- Affreschi della Dormitio Virginis, Chiesa di San Francesco, Gualdo Tadino Ampio ciclo decorativo, probabilmente realizzato tra il 1452 e il 1460, restaurato e attribuito con sicurezza ad Antonio.
- Stendardo processionale della Madonna della Misericordia (ca. 1470), oggi a Milano, di proprietà dell’Istituto Giuseppe Toniolo Opera conservata durante il Giubileo 2015-2016 presso l’Università Cattolica. Rappresenta la Vergine che protegge i fedeli con il manto, secondo l'iconografia della "Madonna della Misericordia".

### Attribuite
- Madonna col Bambino, Museo Piersanti, Matelica

#### Attribuzione stilistica.
- Madonna col Bambino e Santi, Pinacoteca civica Bruno Molajoli, Fabriano
- Crocifissione con la Madonna e San Giovanni, attribuita, Fabriano
- Trittico del Conte Possenti, ora disperso, documentato in collezione privata.
- Decorazioni per la cappella di San Sebastiano, Chiesa di San Domenico, Fabriano (perdute)
- La Madonna del roseto e la Crocifissione, Torre San Patrizio, Collezione privata.